# Pierre d'Alençon (canoë-kayak)
Pour les articles homonymes, voir Pierre d'Alençon.
Pierre d'Alençon est un céiste français de slalom. 
Aux Championnats du monde 1949 à Genève, il est médaillé d'or en canoë monoplace (C1) ainsi qu'en C1 par équipe. Aux Championnats du monde 1951 à Steyr, il est médaillé d'or en canoë biplace (C2) par équipe.
Aux Championnats du monde 1953 à Merano, il est médaillé d'or en C2 par équipe et médaillé de bronze en C2 avec  Jean-Luc Houssaye.